# Blowin' in the Wind
Blowin' in the Wind is een lied van Bob Dylan uit april 1962, opgenomen op 9 juli van dat jaar en geproduceerd door John Hammond voor zijn tweede studioalbum The Freewheelin' Bob Dylan, dat gepland stond voor mei 1963. Een uitgave op single verscheen in juni 1962 in de versie van Peter, Paul and Mary, waarmee zij een nummer 2 positie op de Billboard hitlijst bereikten. Op 13 augustus besloot CBS ook Dylans versie op single uit te brengen. Het lied staat op plaats 20 in de lijst (versie 2020) van Dylans honderd beste nummers volgens het blad Rolling Stone.
Er worden filosofische vragen gesteld over vrede, oorlog en vrijheid die bijvoorbeeld erg actueel waren in de tijd van de Vietnamoorlog, en die ook latere generaties bleven aanspreken. Het lied is uitgegroeid tot het lijflied van de beweging voor de burgerrechten en de vredesbeweging in de roerige jaren zestig van de twintigste eeuw.

## Versies
De publieke première van het lied (met pas twee van de drie coupletten) vond plaats op 16 april 1962 in Gerdes Folk City theater in Greenwich Village, New York, waar hij eerder in sepember 1961 opgetreden had in het voorprogramma van de Greenbriar Boys. Het positieve verslag uit die tijd van een journalist van de New York Times, Robert Shelton, bezorgde hem toen een platencontract met Columbia Records. De eerste cover van het lied werd gemaakt door het Chad Mitchell Trio voor hun album, dat in 1963 de titelsong er van werd. De cover van "Blowin' in the Wind" door het populaire trio van Peter, Paul and Mary werd een internationale hit. Een traditie van Dylancovers was geboren.
Zeker honderd gerenommeerde artiesten hebben "Blowin' in the Wind" op hun repertoire gezet, zoals The Hollies, Marlene Dietrich, Nina en Frederik, Etta James, Stevie Wonder, Elvis Presley, Bruce Springsteen, Joan Baez, Neil Young, Dolly Parton, The Bee Gees, Ziggy Marley en Piet Veerman. Het lied is in het Nederlands vertaald door Karin Manders en Bindervoet & Henkes. Er bestaat ook een Friese uitvoering. In 2014 verscheen het nummer als Hangen in de wind op de cd Kampvuur van Jan Rot. In 2022 heeft Dylan het nummer opnieuw opgenomen op een Ionic-plaat.

## Tekst
Dylan heeft gezegd dat hij de tekst in tien minuten geschreven heeft, en in tegenstelling tot vele anderen beschouwt hij de versregels zeker niet als zijn beste werk. Maar het lied had blijkbaar een gevoelige snaar geraakt. De Amerikaanse volkszanger Dave Van Ronk vond er aanvankelijk niet veel aan, maar dat veranderde toen hij ging wandelen in het Washington Square Park. Een kind zong het liedje met zelfbedachte woorden:
How much wood could a woodchuck chuck
if a woodchuck could chuck wood
The answer, my friend, is blowin' in the wind.

## Inhoud
De vragen bestaan ieder uit twee regels, die door een interne tegenspraak een dilemma oproepen.
How many roads must a man walk down
Before you can call him a man?
Vragen over vergankelijkheid, verantwoordelijkheid, vrijheid, vrede, vragen, vragen, het lied stelt er negen in totaal, maar de antwoorden laten zich raden. De melodie zou gedeeltelijk zijn ontleend aan het traditionele slavenlied No More Auction Block (Many Thousands Gone) uit de tijd van de Amerikaanse Burgeroorlog.
Yes, 'n' how many times must the cannon balls fly
Before they 're forever banned?
Wat een mens kan doen, betekent misschien niet veel, maar de problemen van de wereld zijn er niet om te negeren. Het sociale en politieke protestlied wil de toehoorder wakker schudden en wijzen op de consequenties van zijn doen en laten. Het grootste kwaad is onverschilligheid.
Yes, 'n' how many times can a man turn his head,
Pretending he just doesn't see?
The answer, my friend, is blowin' in the wind.
The answer is blowin' in the wind.

Er zijn wel aanzetten gedaan om langs rationele lijnen de betekenis van Dylans woorden te gaan zoeken. In het juninummer van Sing Out! uit 1962 zei hij hier zelf het volgende over:
"There ain’t too much I can say about this song except that the answer is blowing in the wind."

## NPO Radio 2 Top 2000
| Nummer met noteringen in de NPO Radio 2 Top 2000 | '99 | '00 | '01 | '02 | '03 | '04 | '05 | '06 | '07 | '08 | '09 | '10 | '11 | '12 | '13 | '14 | '15 | '16 | '17 | '18 | '19 | '20 | '21 | '22 | '23 | '24  |
| ------------------------------------------------ | --- | --- | --- | --- | --- | --- | --- | --- | --- | --- | --- | --- | --- | --- | --- | --- | --- | --- | --- | --- | --- | --- | --- | --- | --- | ---- |
| Blowin' in the Wind                              | 94  | 147 | 179 | 195 | 211 | 194 | 205 | 188 | 168 | 173 | 210 | 199 | 262 | 317 | 331 | 488 | 412 | 417 | 549 | 605 | 653 | 680 | 720 | 888 | 961 | 1106 |

1. ↑  Een vetgedrukt getal geeft de hoogste notering aan.

- Bibliothèque nationale de France: cb16230041j (data)
- Gemeinsame Normdatei: 1038106850
- Library of Congress Control Number: n95028268
- MusicBrainz work: f5a12d42-00a1-3bc2-8ed1-df2506ea3db2
- Nationale Bibliotheek van Israël: 987007419872405171
- Nationale Bibliotheek van Polen: a0000002901004
- Virtual International Authority File: 183974483